# Ліга націй УЄФА з футболу серед жінок
Жіноча Ліга націй УЄФА (англ. UEFA Women's Nations League) — міжнародний футбольний турнір серед жіночих збірних Європи, який проводиться під керівництвом УЄФА. Частота проведення турніру — раз на 2 роки, а виявлення переможця — по парних роках. Також турнір залежно від сезону пов'язаний з відбірковим циклом до чемпіонатів Європи або чемпіонатів світу та кваліфікацією на Олімпійські ігри.
Про запуск жіночої Ліги націй УЄФА оголосили в листопаді 2022 року. Змагання мають подібний формат до аналогічного чоловічого турніру серед європейських збірних, що існує з 2018 року.
Турнір вперше пройшов у вересні-лютому 2023—2024 років. Чотири переможці з Ліги A вийшли у фінал чотирьох, що відбувся у лютому 2024 року. 

## Історія
Вперше турнір був запланований на 2023 рік у строки, відповідні закінченню чемпіонату світу 2023 року. У турнірі діють принципи підвищення та пониження в класі.  Турнір, за задумом організаторів, не лише мав замінити більшу частину товариських зустрічей матчами турнірного значення, а й має сприяти тому, щоб збірні грали з рівними за класом суперницями. Також метою нового турніру було забезпечення підвищення спортивного та комерційного інтересу до футболу жіночих національних збірних. При цьому система, як і раніше, дає всім національним збірним шанс пройти кваліфікацію на великі міжнародні жіночі турніри. Взаємопов'язані цикли змагань покликані сприяти довгостроковому розвитку національних жіночих збірних.

## Формат
Згідно з форматом від УЄФА, команди поділені на ліги: A, B і C відповідно  особистому рейтингу. У найвищих двох лігах грають по 16 команд: чотири групи по чотири збірні. Решта країн змагаються в лізі C. Кожна команда грає по два матчі проти країн-суперниць у їхній групі (традиційно вдома й на виїзді). За підсумком групових матчів визначаються чотири найкращі команди ліги A (переможниці кожної з груп), які пізніше грають у фіналі чотирьох та розігрують чемпіонський  титул. Водночас переможниці ліг B і C підвищуються в дивізіоні, а найгірші команди понизяться або боротимуться за збереження місця через стикові матчі, залежно від результатів.

## Переможці
| 2023—2024 | Іспанія | 2:0 | Франція | Німеччина | 2:0 | Нідерланди |
| 2025—2026 |         |     |         |           |     |            |
| 2027—2028 |         |     |         |           |     |            |

### Виступи в фіналах чотирьох
| Команда    | Переможець | Фіналіст | 3-тє місце | 4-те місце | Всього |
| ---------- | ---------- | -------- | ---------- | ---------- | ------ |
| Іспанія    | 1 (2024)   | —        | —          | —          | 1      |
| Франція    | —          | 1 (2024) | —          | —          | 1      |
| Німеччина  | —          | —        | 1 (2024)   | —          | 1      |
| Нідерланди | —          | —        | —          | 1 (2024)   | 1      |